# Área de Conservação da Paisagem de Kanahaua
A Área de Conservação da Paisagem de Kanahaua é um parque natural situado no Condado de Tartu, na Estónia.
A sua área é de 5 hectares.
A área protegida foi designada em 1964 para proteger Kanahaua sulglohk e os seus arredores. Em 2015, a unidade de conservação foi reformulada como área de preservação paisagística.